# پیچ تلگرافی (گیاه)
پیچ تلگرافی (گیاه) (نام علمی: Vinca major) نام یک گونه از سرده پیچ تلگرافی است.

## نگارخانه

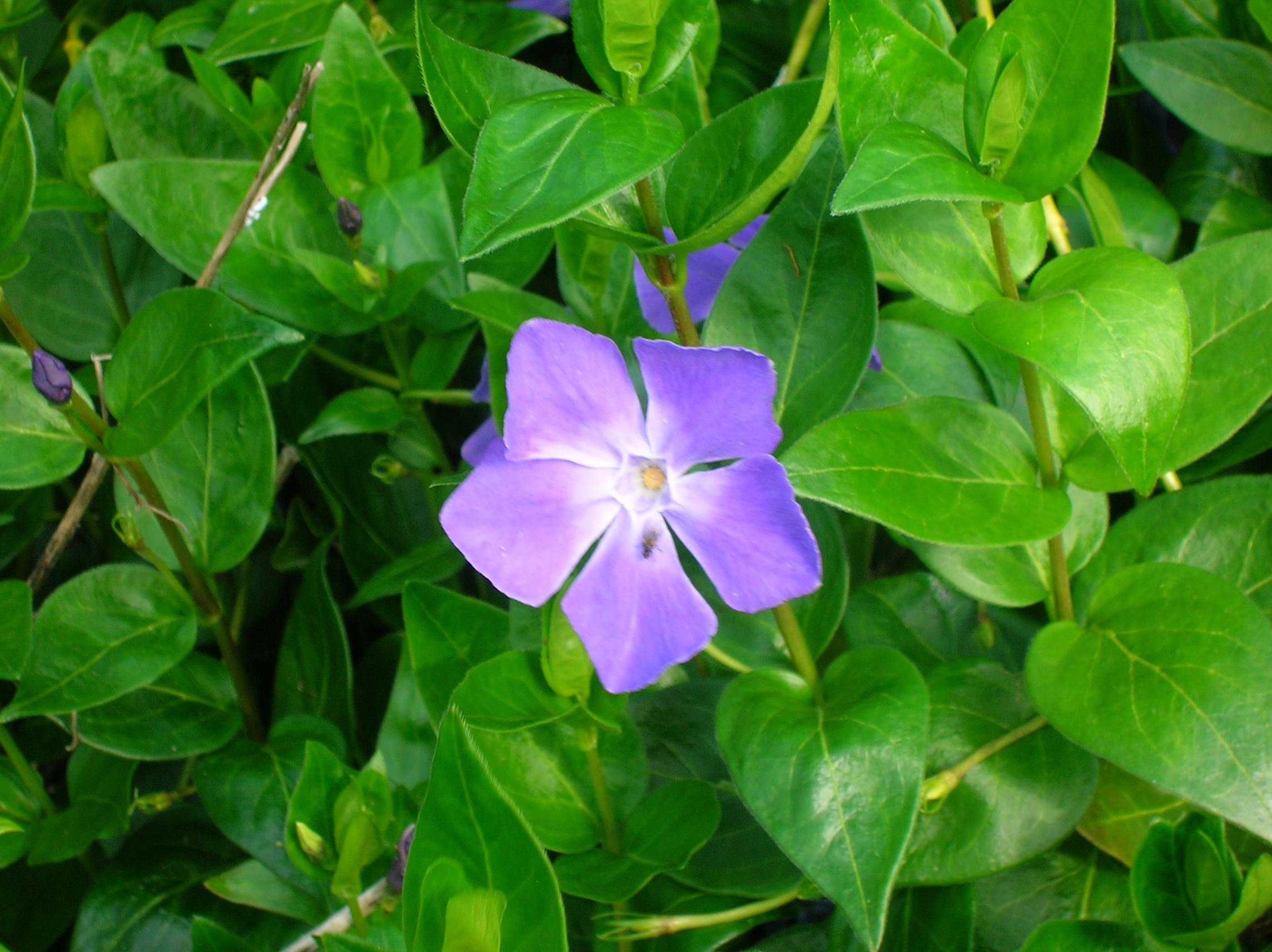
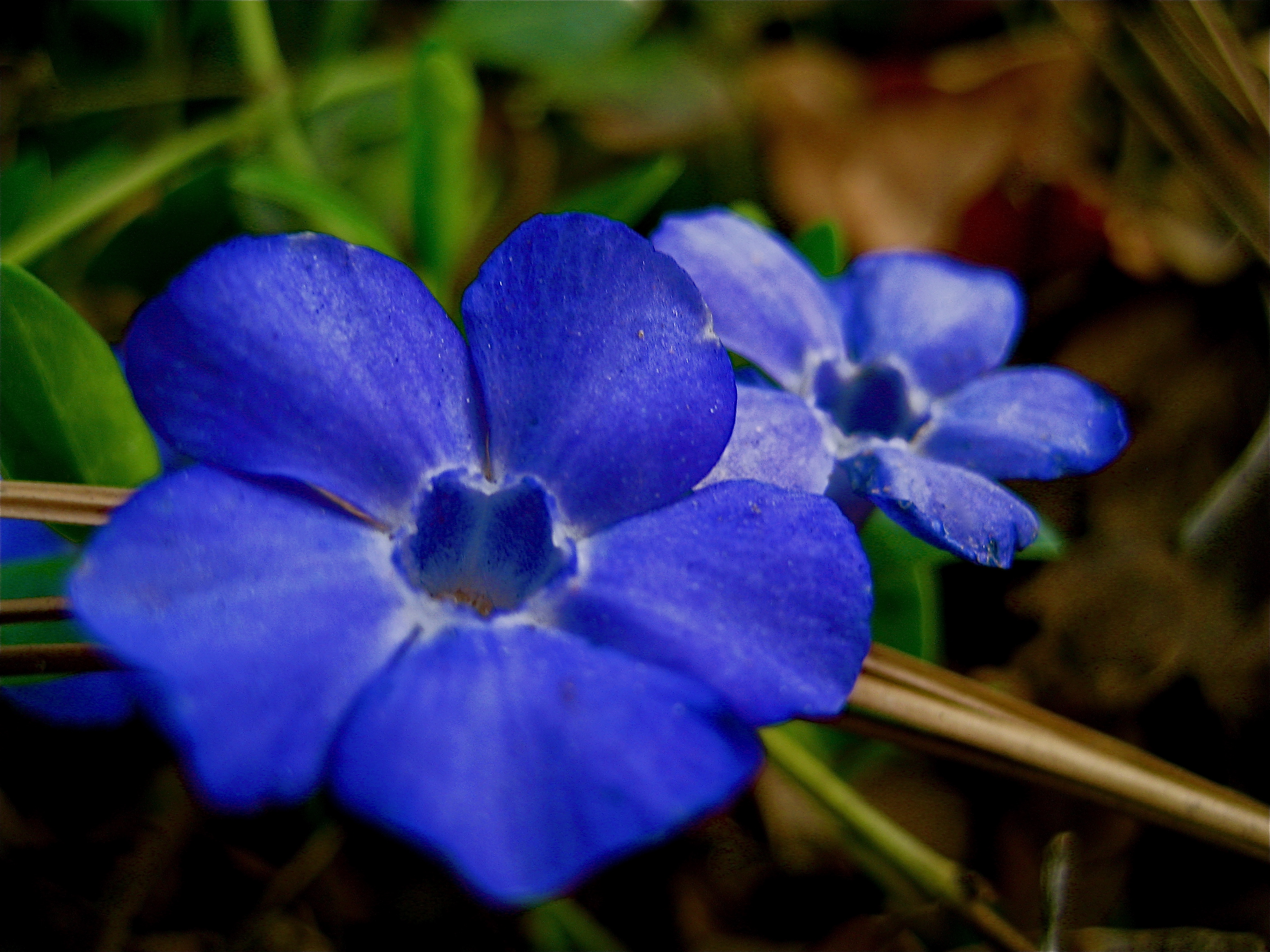
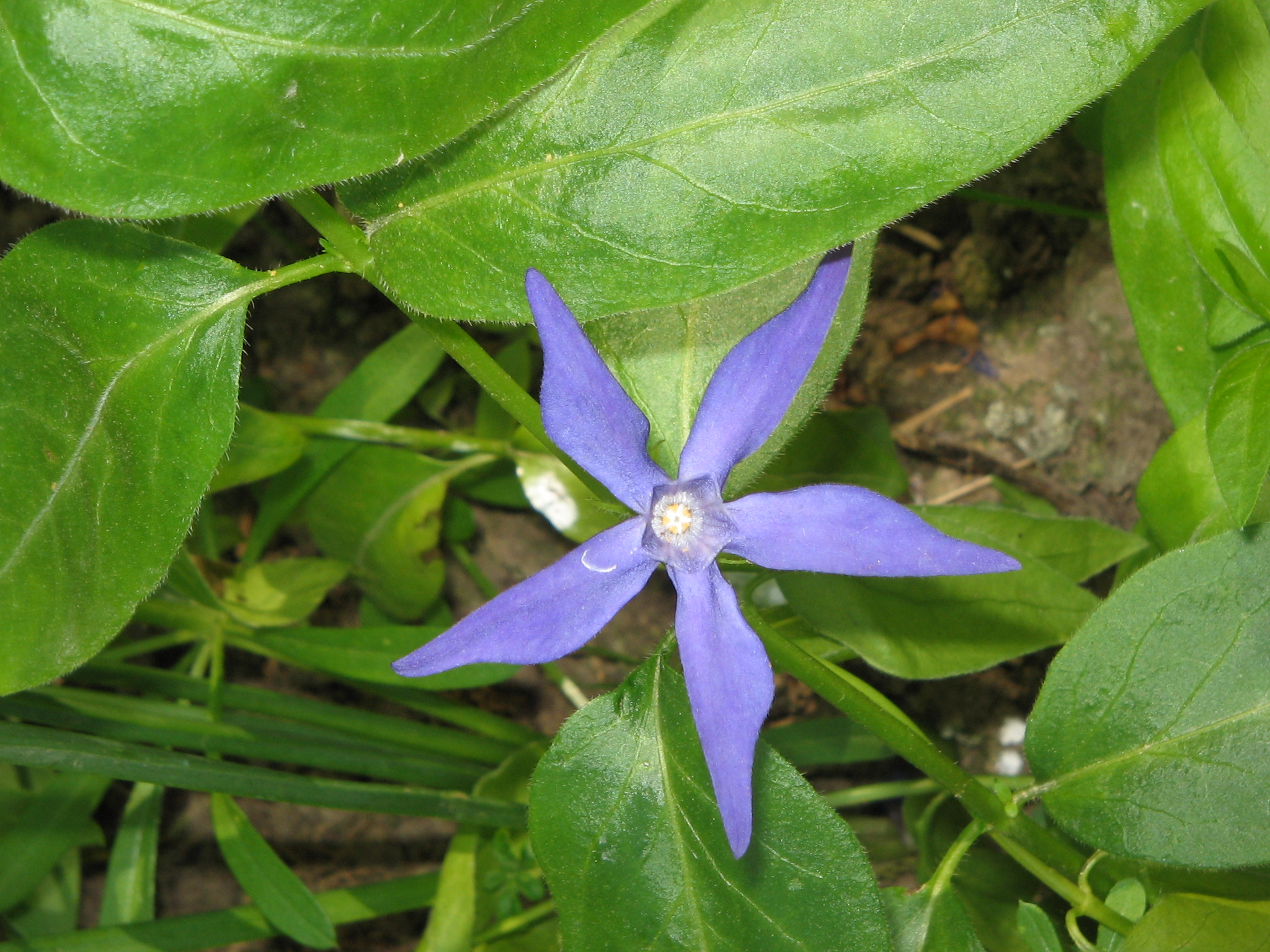
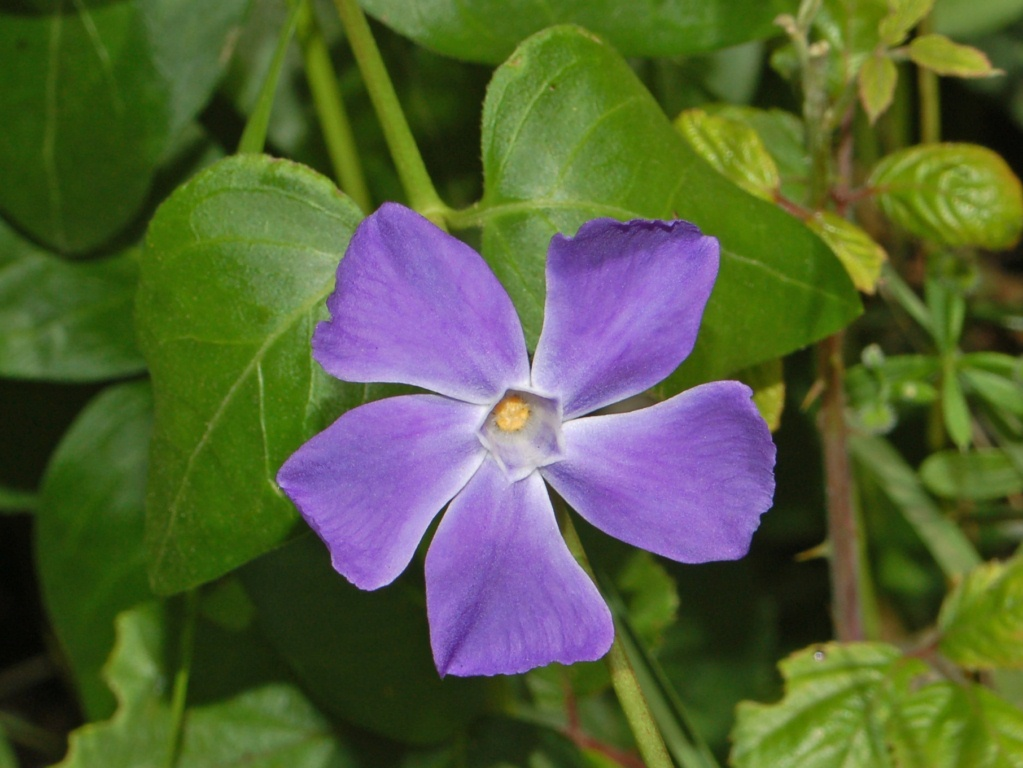
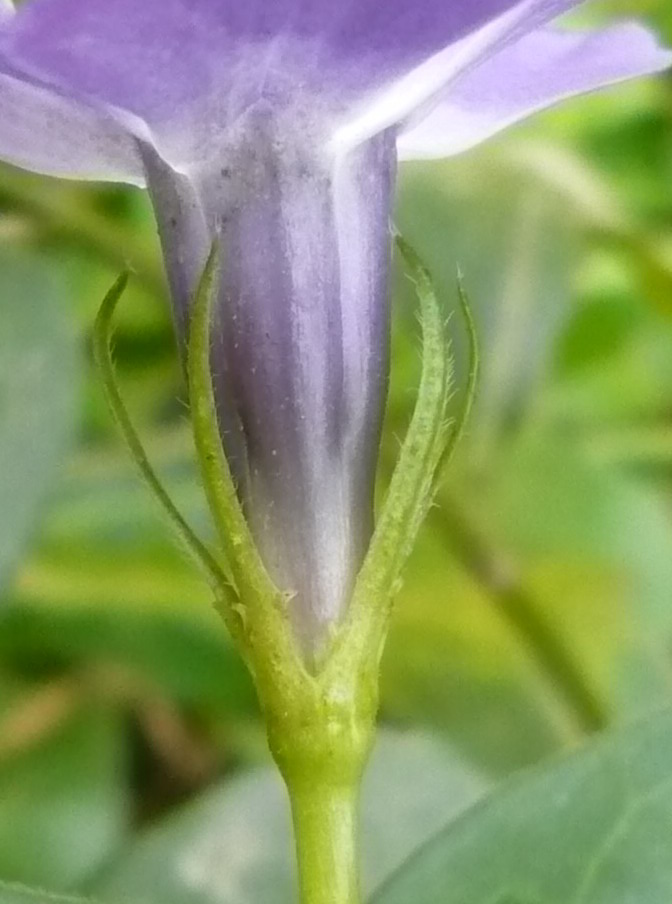
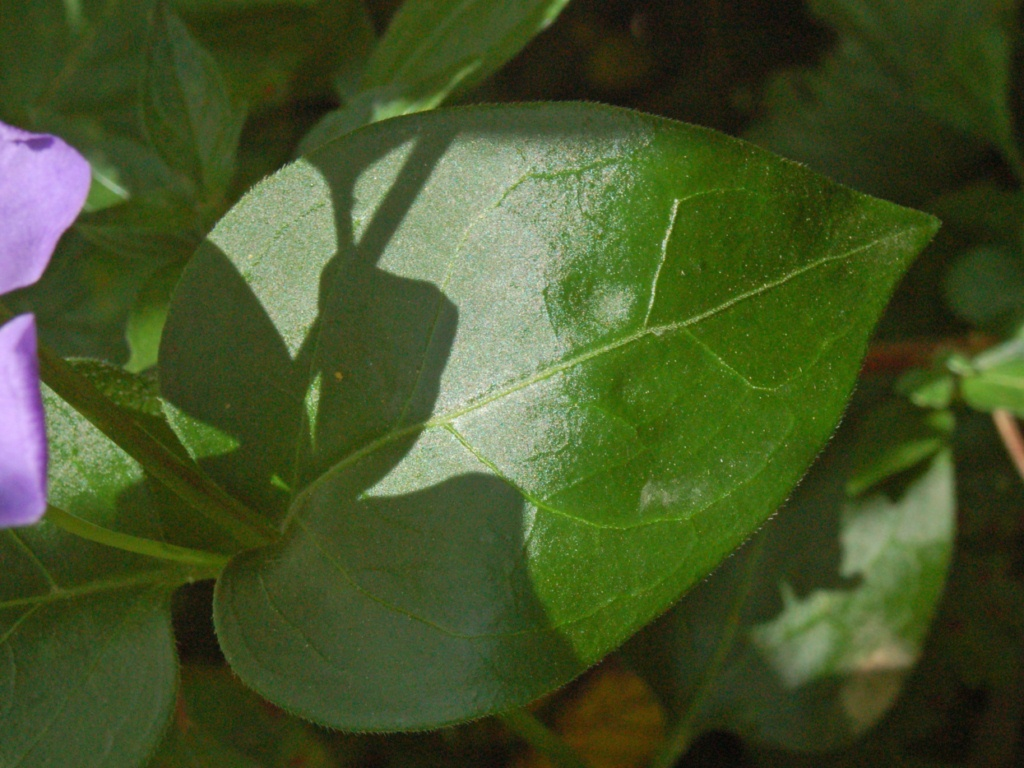
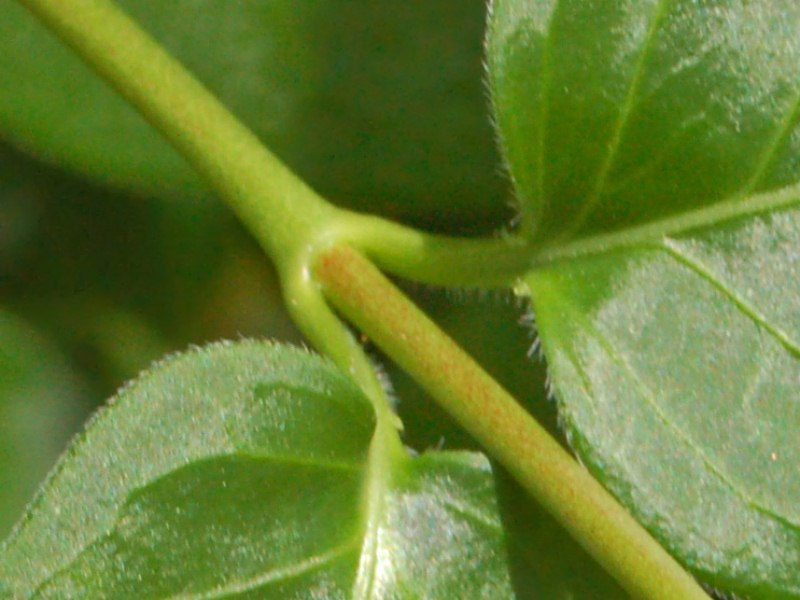